# Einsamkeit
Einsamkeit – drugi album szwajcarskiego wówczas jednoosobowego projektu Lacrimosa. Został wydany w 1992 roku przez wytwórnie Hall of Sermon i Deathwish Office.

## Lista utworów
Opracowano na podstawie materiału źródłowego.
1. Tränen der Sehnsucht (Part I & II) – 9:39
2. Reissende Blicke – 10:36
3. Einsamkeit – 5:08
4. Diener eines Geistes – 6:39
5. Loblied auf die Zweisamkeit – 9:40
6. Bresso – 5:01

## Twórcy
Opracowano na podstawie materiału źródłowego.
- Tilo Wolff – instrumenty klawiszowe, śpiew, perkusja, produkcja muzyczna, muzyka, słowa
- Stelio Diamantopoulos – oprawa graficzna, gitara basowa
- Philippe Alioth – inżynieria dźwięku
- Roland Thaler – gitara
- Felix Flaucher – zdjęcia
- Philippe Alioth – instrumenty klawiszowe